# Lista celor mai mari primate
Aceasta este o listă a speciilor de primate mari extante (cu excepția oamenilor) care pot fi ordonate în funcție de greutatea medie sau de înălțime. Nu există o definiție fixă a unei primate mari, aceasta fiind de obicei evaluată empiric. Primatele prezintă cele mai ridicate niveluri de dimorfism sexual dintre mamifere, prin urmare dimensiunile corporale maxime incluse în această listă se referă în general la specimene de sex masculin.
Mandrilul și babuinul sunt maimuțe; restul speciilor de pe această listă aparțin suprafamiliei Hominoidea. De obicei, maimuțele din Lumea Veche sunt mai mari decât maimuțele din Lumea Nouă; motivele acestui fapt nu sunt pe deplin înțelese, dar au fost generate mai multe ipoteze. De regulă, creierul primatelor este „semnificativ mai mare” decât cel al altor mamifere cu dimensiuni corporale similare.

## Lista
| Loc | Nume comun           | Nume științific     | Imagine | Interval de greutate (kg) | Lungime (cm) | Înălțime (cm) | Harta arealului de răspândire |
| --- | -------------------- | ------------------- | ------- | ------------------------- | ------------ | ------------- | ----------------------------- |
| 1   | Gorilă estică        | Gorilla beringei    |         | 70–200                    | 150–185      | 150–195       |                               |
| 2   | Gorilă vestică       | Gorilla gorilla     |         | 58–200                    | 150–170      | 167–176       |                               |
| 3   | Urangutan de Borneo  | Pongo pygmaeus      |         | 30–100                    | 100–170      | 100–140       |                               |
| 4   | Urangutan de Sumatra | Pongo abelii        |         | 45–90                     | 120–180      | 90–170        |                               |
| 5   | Urangutan Tapanuli   | Pongo tapanuliensis |         | 40–90                     | 120–150      | 110–137       |                               |
| 6   | Cimpanzeu comun      | Pan troglodytes     |         | 27–70                     | 63–93        | 100–170       |                               |
| 7   | Bonobo               | Pan paniscus        |         | 34–60                     | 70–83        | 110–119       |                               |
| 8   | Mandril              | Mandrillus sphinx   |         | 10–36                     | 70–95        | 80            |                               |
| 9   | Babuin Chacma        | Papio ursinus       |         | 12–32                     | 50–115       | 50–75         |                               |
| 10  | Babuin măsliniu      | Papio anubis        |         | 10–24                     | 50–114       | 55–70         |                               |